# Kanton Pont-sur-Yonne
Kanton Pont-sur-Yonne (fr. Canton de Pont-sur-Yonne) je francouzský kanton v departementu Yonne v regionu Burgundsko-Franche-Comté. Skládá se z 10 obcí. Před reformou kantonů 2014 ho tvořilo 16 obcí.

## Obce kantonu
od roku 2015:
- Champigny
- Chaumont
- Courtois-sur-Yonne
- Pont-sur-Yonne
- Saint-Sérotin
- Villeblevin
- Villemanoche
- Villenavotte
- Villeneuve-la-Guyard
- Villeperrot

před rokem 2015:
- Champigny
- Chaumont
- Cuy
- Évry
- Gisy-les-Nobles
- Lixy
- Michery
- Pont-sur-Yonne
- Saint-Agnan
- Saint-Sérotin
- Villeblevin
- Villemanoche
- Villenavotte
- Villeneuve-la-Guyard
- Villeperrot
- Villethierry